# Seiji Ono
Pour les articles homonymes, voir Ono.
Seiji Ono ( 小野 誠治, né le 18 juin 1956) est un pongiste japonais, champion du monde en 1979.
Il a remporté les Jeux asiatiques en double en 1982, et a été demi-finaliste des championnats du monde en 1983.